# Chronologisch overzicht van gebeurtenissen in Tiel in de Tweede Wereldoorlog

Het wapen van Tiel

Dit is een Chronologisch overzicht van gebeurtenissen in Tiel in de Tweede Wereldoorlog. Het betreft politieke gebeurtenissen, oorlogshandelingen, persoonlijke gebeurtenissen en verder alles wat belangrijk was in de stad Tiel in deze periode. 

## 1939
28 augustus
- Door de toenemende dreiging van oorlog voert het Nederlandse Leger een algemene mobilisatie uit. De Tielse dienstplichtigen verzamelen zich bij het station.

1 september
- Het begin van de Tweede Wereldoorlog; Duitsland valt Polen binnen.

## 1940
13 april
- Bij Koninklijk besluit wordt voor Tiel de staat van beleg afgekondigd; dit houdt onder meer in dat voor bijeenkomsten vergunning nodig is van zowel het burgerlijk als het militair gezag.

10 mei
- De Duitse Wehrmacht valt België, Luxemburg en Nederland binnen. Brigade A (onder bevel van kolonel J. van Voorthuizen) is verantwoordelijk voor de verdediging van de Betuwe en dus ook Tiel.

13 mei
- De Tielse bevolking wordt geëvacueerd per fiets en met circa tweehonderd personen- en vrachtauto's, onder meer aangevoerd uit Gouda. Duizenden trekken via Beusichem en Vianen richting Gouda, de laatsten vertrekken om 12.00 uur. Een paar honderd ingezetenen blijven in Tiel waaronder de burgemeester, de politie en personen voor wie geen vervoer beschikbaar is. De Nederlandse troepen trekken zich ’s avonds terug.

14 mei
- Om 14.00 uur arriveren de eerste Duitse eenheden van de Kampfgruppe Brückner.

15 mei

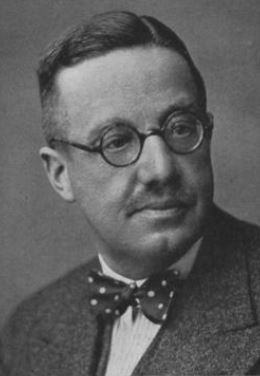
Burgemeester Cambier van Nooten

- De eerste evacuees keren terug naar Tiel, onder meer vanuit Alphen aan de Rijn. De volgende dag is de Tielse bevolking nagenoeg in haar geheel teruggekeerd. Om 14.30 uur maakt de aanstaande Ortskommandant Dr. Schicker zijn opwachting bij burgemeester Cambier van Nooten.

## 1942
29 april
- In het kader van de Arbeitseinsatz worden bij Daalderop 184 van de 400 werknemers aangewezen om naar Duitsland te gaan. Bij de fietsenfabriek BATO zijn dat 46 van de 48, terwijl ook de metaalwarenfabriek Kurz een aantal arbeiders moet leveren. De mannen worden voornamelijk tewerkgesteld in de BMW-motorenfabriek in Thüringen.

26 augustus
- Door verraad kan een deel van de Tielse Ordedienst, in vergadering bijeen in de woning van bakker Van Veenendaal aan de Medelsestraat 126, worden gearresteerd. De Duitsers beschikken over een lijst met namen van verzetsstrijders van wie een aantal thuis wordt opgehaald. Zeventien Tielenaren worden uiteindelijk per vrachtauto naar Arnhem overgebracht. Een lange weg van gevangenschap, verhoren en veroordelingen ligt voor hen. Zes mannen zullen Tiel niet terugzien.

## 1943
29 maart
- Op bevel van Rijkscommissaris Arthur Seyss-Inquart gelast de commissaris-generaal voor de Openbare Veiligheid, SS-Gruppenführer Hanns Rauter, de deportatie van de Joden naar de kampen Vught en Westerbork. In Tiel melden zich acht personen, van wie slechts twee de deportaties overleven. In totaal 33 Joden hebben zich niet gemeld en zijn ondergedoken.

1 mei 1943
- Naar aanleiding van de stakingen van de laatste aprildagen verricht het Sonderkommando van de SS een aantal aanhoudingen. De volgende dag worden zes gearresteerden naar Arnhem overgebracht, waar twee van hen, T. Campagne en D. van Zetten, door het Standgericht ter dood worden veroordeeld en voor het vuurpeloton sterven.

## 1944
5 september
- “Dolle Dinsdag”, een groot aantal NSB'ers verlaat Tiel, deels op open vrachtwagens.

17 september
- Burgemeester Cambier van Nooten en de wethouders W.S. Schoots en J.W.J. Jansen duiken onder op bevel van de Nederlandse regering in Londen.

20 september

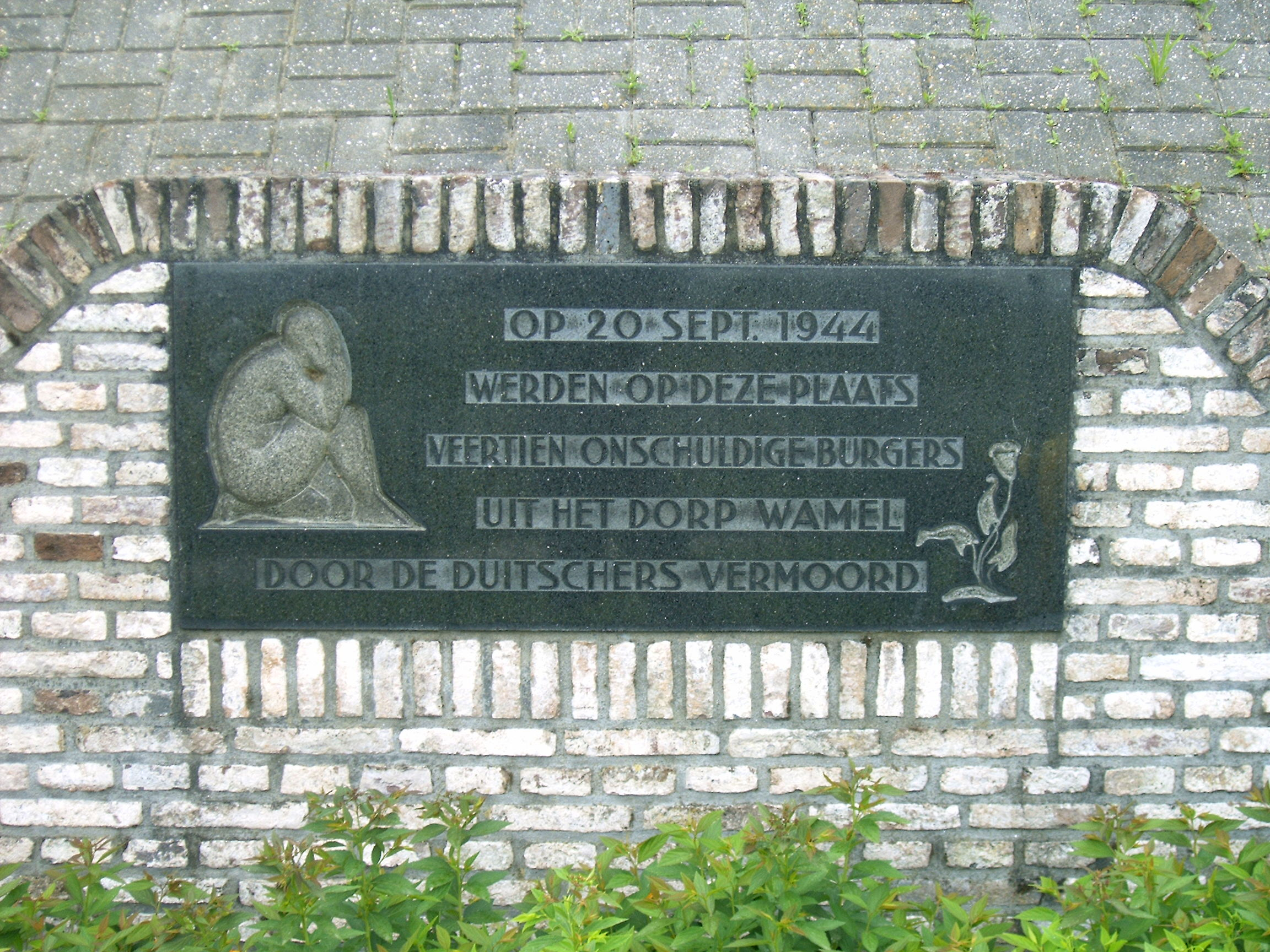
Gedenksteen bij de coupure

- Uit Geldermalsen zijn ongeveer 150 Duitse militairen aangekomen. Zij zijn bewapend met mitrailleurs en twee lichte kanonnen. Zij schieten het veerhuis en het woonhuis van de veerbaas, aan de Wamelse kant, in brand.

Een Duitse patrouille neemt vijftien mannen uit Wamel gevangen. Er zou op Duitsers geschoten zijn. Een man die probeert te vluchten, wordt aan de Wamelse kant al geëxecuteerd. De mannen worden meegevoerd naar Tiel. De overige veertien Wamelse mannen worden bij de coupure zonder vorm van proces gefusilleerd.
21 september
- Het veer over de Waal bij Tiel wordt beschoten door Britse artillerie en daardoor tot zinken gebracht..

22 september
- De geallieerden maken een begin met de beschietingen op Tiel vanuit Maas en Waal.

28 september
- Engelse vliegtuigen bombarderen de haven, waarbij op de loswal twee jongens gedood worden en een meisje zwaar gewond raakt.

meerdere data in oktober
- In oktober verdwijnen in totaal minstens zes mannen. Deze verdwijningen stonden na de oorlog bij justitie te boek als De Tielcase. Geen van hen is teruggekomen en slechts een graf is gevonden.

7 november
- De Commissaris van Gelderland benoemt mr. L.A.J. Beekman tot waarnemend burgemeester der gemeente Tiel. Beekman is lid van de NSB.

8 november
- Op bevel van de bezetter moet het gedeelte van de stad ten oosten van de Kerkstraat en de Binnenweg voor 9 november 19.00 uur worden ontruimd. Veel bewoners verlaten de stad met achterlating van vrijwel al hun bezittingen. Een gedeelte vindt elders in de stad onderdak.

15 november

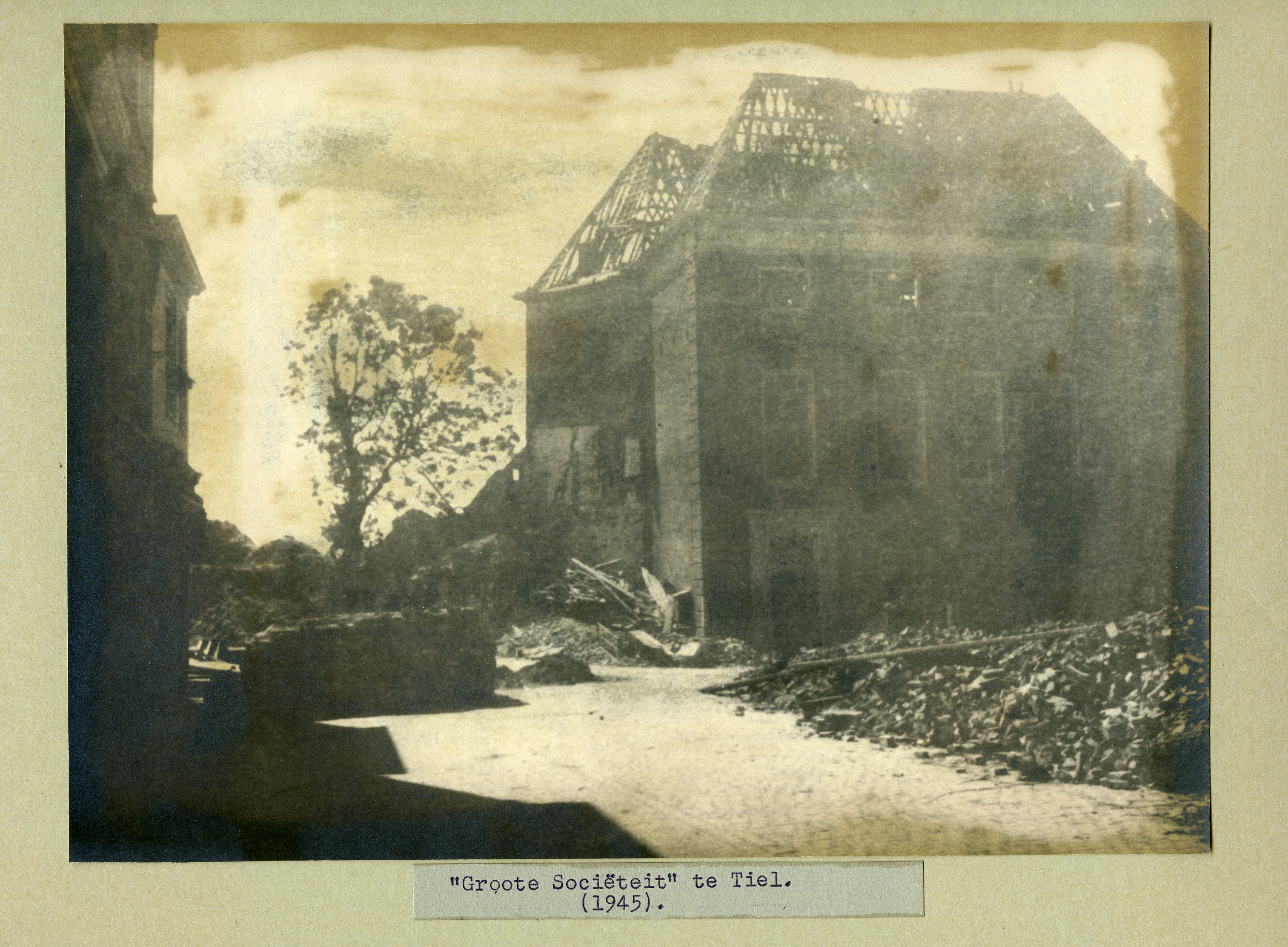
De zwaar beschadigde Groote Sociëteit met links de opgeblazen Waterpoort

- Twee grote huizen bij de Zandwijckse Poort (ingang Voorstad) worden opgeblazen, evenals de Waterpoort. Sovjetkrijgsgevangenen moeten van het puin barricades opwerpen. Twee dagen later laten de Duitsers de brug over de gracht bij de Brugstraat springen.

17 november
- Er wordt bekend gemaakt dat Tiel binnen veertien dagen ontruimd moet zijn. Op 19 november worden de bewoners van Walstede en van het Oud Burger Mannen- en Vrouwenhuis geëvacueerd naar Culemborg, waar de meesten worden ondergebracht in “Mariakroon”.

21 november
- De Sint-Maartenstoren ligt regelmatig onder Engels vuur, omdat de Duitsers de toren gebruiken als uitkijkpost. De toren wordt zwaar gehavend.

22 november
- Veel inwoners verlaten de stad en zoeken onderdak over de spoorlijn of in de dorpen in de omgeving. Ze mogen per persoon 50 kg aan bagage meenemen.

17 december
- De eerste V1 stort neer in Tiel, bij de Lingeweg. Tot 5 maart 1945 volgen nog 21 stuks.

21 december

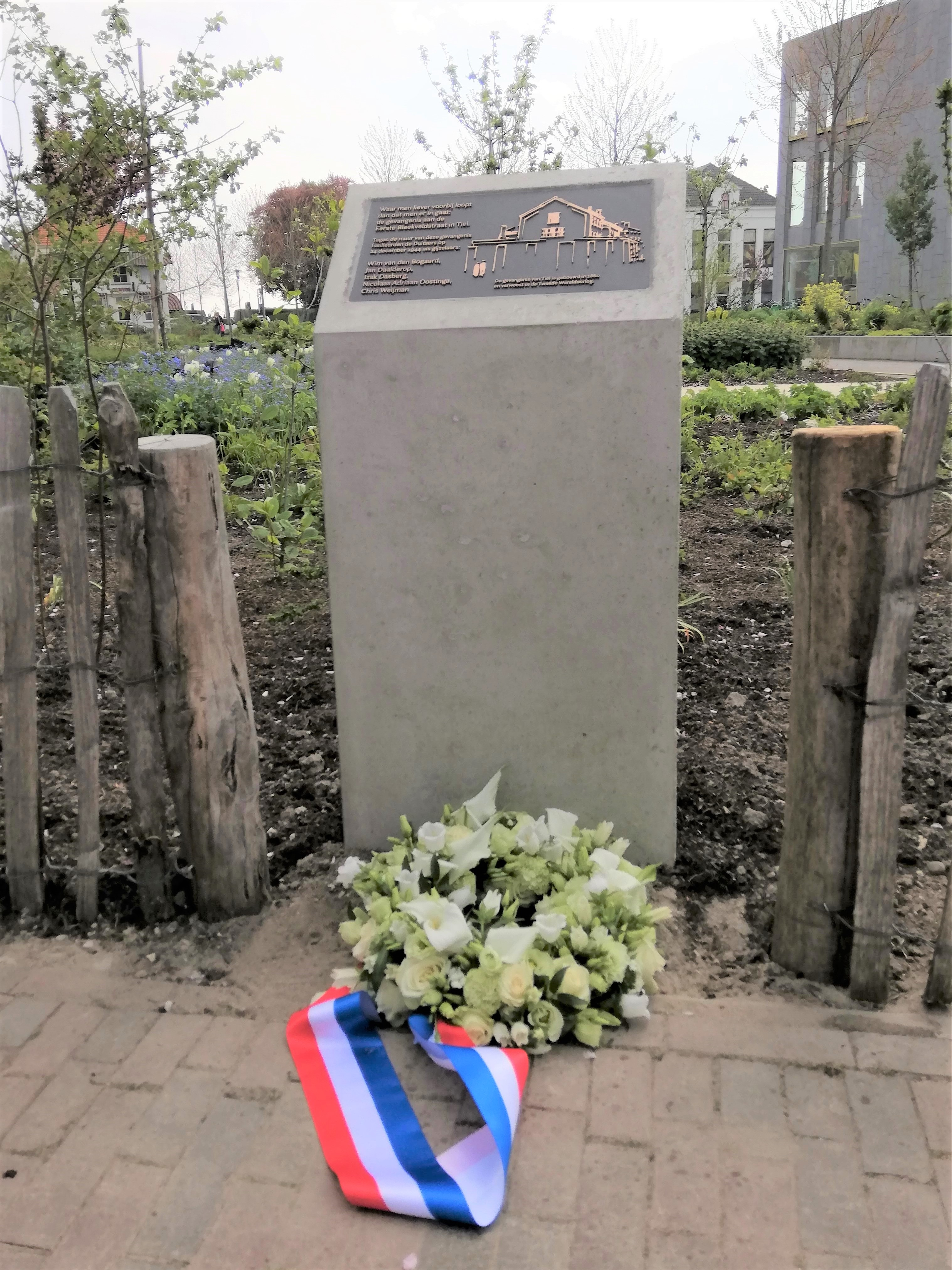
Monument voor gefusilleerden 24 december 1944

- Mevrouw Van Elzen wordt in haar woning aan de Papesteeg gearresteerd en ingesloten in het politiebureau. Zij en haar man worden ervan verdacht een Engelse piloot verborgen te hebben houden.

23 december
- Om 23.15 uur wordt door drie gemaskerde mannen een overval op het politiebureau gepleegd, waarbij mevrouw Van Elzen wordt bevrijd (om te voorkomen dat ze zou doorslaan). Diezelfde nacht nemen de Duitsers vijf mannen in gijzeling. Zij maken bekend dat deze gijzelaars worden gefusilleerd als de daders de volgende dag niet voor 12.00 uur zijn gevonden. Verder wordt gedreigd met volledige evacuatie en het doodschieten van 500 mannen. De volgende morgen worden nog vier Tielenaren gearresteerd.

24 december
- Om 12.30 uur worden op de binnenplaats van de gevangenis vijf gijzelaars gefusilleerd.

## 1945
1 januari
- Bij de zwaarste beschietingen die tot nu toe hebben plaatsgevonden, vallen vele doden en gewonden. De omgeving van het station wordt zwaar getroffen. Op deze en de volgende dag vallen zeven dodelijke slachtoffers..

8 januari
- De Duitsers maken bekend dat alle inwoners van Tiel moeten evacueren naar Friesland met als tussenstation Driebergen. De uittocht is gepland op 10, 12 en 14 januari. Ieder mag slechts 35 kg meenemen. Het wordt een barre tocht, want het vriest hard en er ligt een pak sneeuw. De schamele bezittingen worden meegevoerd op kleine wagentjes of handkarren. Slechts een enkeling beschikt over paard en wagen. Bij het veer te Wijk bij Duurstede zijn lange wachttijden. Door een ijzige stormwind raken veel mensen door de koude bevangen, van wie er vijf sterven. Op 20 januari 1945, om 16.00 uur, is Tiel leeg. Ongeveer zesduizend mensen trokken in de laatste evacuatieweek naar Friesland, de overige Tielenaren waren veelal eerder vertrokken naar de Vijfherenlanden (ongeveer 2000), dorpen in de Neder-Betuwe (ongeveer 4500) en vijfhonderd veelal naar familie of bekenden elders in Nederland. 

16 februari
- De dijk langs het in aanbouw zijnde Amsterdam-Rijnkanaal dreigt te bezwijken. Het water in de geïnundeerde Betuwe staat meer dan twee meter hoog. Er wordt een dijkwacht ingesteld. Mannen uit de omgeving worden verplicht de dijk te versterken. 

13 maart

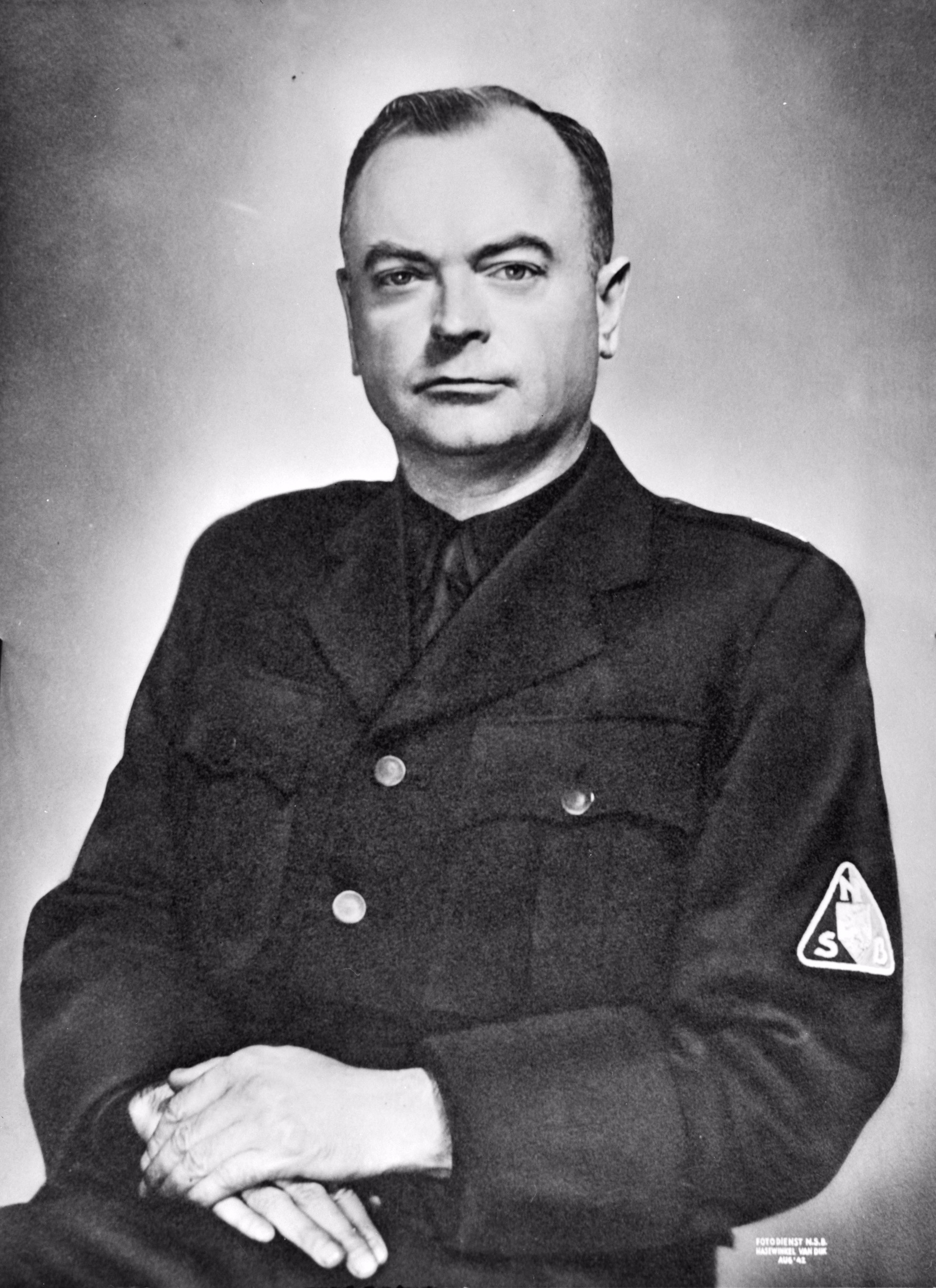
Anton Mussert

- De NSB-leider Anton Mussert bezoekt Tiel en omgeving.

5 april
- De Lingebruggen bij Zoelen en Thedinghsweert worden door de Duitsers opgeblazen. Twee dagen later ondergaat de spoorbrug over het Inundatiekanaal hetzelfde lot.

12 april
- De watertoren krijgt binnen een uur 27 treffers. Het waterreservoir stort ten slotte naar beneden, waardoor de stad verstoken is van drinkwater.

25 april
- De Wehrmacht trekt uit Tiel weg. Ook de SS-troepen verlaten de Betuwe. Voor hun vertrek hebben ze nog de Rotterdamse Bank opgeblazen.

5 mei
- Er gaan de laatste dagen geruchten dat de capitulatie op handen is. Het blijft betrekkelijk rustig, maar de situatie is onoverzichtelijk. Als de capitulatie bekend wordt gemaakt, worden er vlaggen geplaatst op de fabrieken van Daalderop en De Betuwe. De Duitsers dulden dit niet en halen de vlaggen weer van de daken. De ondergrondse onderhandelt met de Ortskommandant over de machtsovername. De NSB-burgemeester wordt gevangengenomen.

7 mei
- Burgemeester Cambier van Nooten arriveert bij de Hamsche Brug. Hij wil als eerste in zijn bevrijde stad terugkeren, maar moet nog één dag wachten. Tiel is nog niet officieel vrij verklaard. De Duitse militairen worden bij de Hamsche Brug gefouilleerd en door Belgische soldaten ontwapend. Zij worden in de uiterwaarden langs de Linge bijeengedreven.

8 mei
- De wachtposten bij de toegangen van Tiel worden door de Binnenlandse Strijdkrachten overgenomen. De Burgemeester en zijn echtgenote betreden de stad en keren terug naar hun woning in de Konijnenwal. Het stadsbestuur wordt gevestigd in villa Rozenhage in de Stationsstraat. De inwoners kunnen nog niet naar Tiel terugkeren. Er is nog gebrek aan alles, maar het grootste probleem is de drinkwatervoorziening.

11 juni
- Oorlogsslachtoffertjes na afloop van de oorlog: Aan het einde van de Lingedijk komen door het ontploffen van een kist met projectielen vijf spelende kinderen om het leven. Een zesde kind raakt zwaar gewond.

## Balans

### Slachtoffers
Tiel telde op 31 december 1939 in totaal 12.744 inwoners, te weten 6397 mannen en 6347 vrouwen.
In de periode 1940-1945 zijn door oorlogsgeweld hoogstwaarschijnlijk 320 Tielenaren om het leven gekomen, of personen van elders die in Tiel om het leven kwamen. 

Deze oorlogsslachtoffers zijn onderverdeeld in de categorieën:
- Militairen: totaal 29 mannen. Hiervan zijn 15 man gesneuveld in de meidagen van 1940. De meeste andere militairen zijn in Indië of op zee zijn omgekomen.
- Joden: totaal 135 personen. Deze groep omvat ook de Joden die in 1940 niet meer in Tiel woonden maar wel in Tiel waren opgegroeid.
- Verzetsstrijders: totaal 30 personen.
- Gefusilleerde gijzelaars, veelal gefusilleerd als represaille voor bijvoorbeeld een overval op Duitse doelen: totaal 23 personen.
- Burgers: totaal 99 personen. Burgers die niet bij de oorlogshandelingen betrokken waren maar bijvoorbeeld slachtoffer werden van beschietingen. Door de gedwongen evacuatie beperkte zich het aantal personen dat door beschietingen gedood werd tot 32.
- Overigen: totaal 3 personen, waaronder een Jehova's getuige en een Sinto.

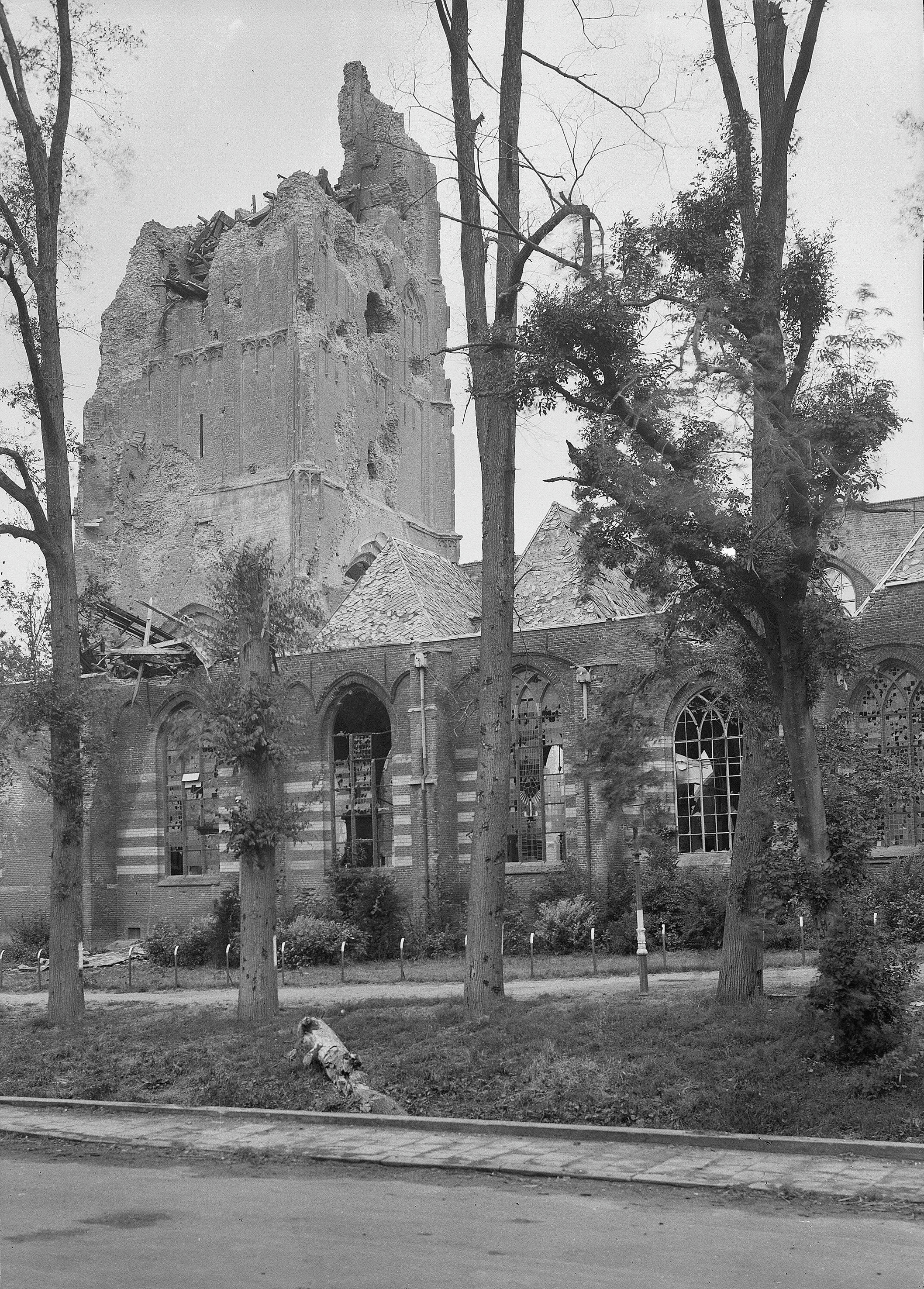
Sint-Maartenskerk net na de oorlog

### Schade
In Tiel werden in de oorlog meer dan 300 huizen vernietigd. De data zijn niet conclusief, maar komen wel uit twee officiële bronnen. Het onderscheid kan komen door het al of niet meetellen van Drumpt en Wadenoijen.
- In Tiel werden in de oorlog 348 huizen vernietigd. De Duitsers bombardeerden in mei 1940 vijf woningen tot gruis. Van de in 1944 nog aanwezige 3405 woningen werden van oktober 1944 tot mei 1945 door beschietingen 343 vernield, 1289 zwaar beschadigd en 1768 licht beschadigd. Slecht vijf woningen bleven ongerept.[8]
- Van totaal van 3.205 vooroorlogse woningen werden 306 vernield, slechts vijf bleven onbeschadigd. Verder werd de Waterpoort opgeblazen en onherstelbaar beschadigd, de Sint-Maartenskerk was onherstelbaar verwoest (het bovenstuk van de toren van de kerk was kapot geschoten, de toren zwaar beschadigd en de bekapping van de middenbeuk verwoest), het oude stadhuis in de Vleeschstraat had onherstelbare schade, de Groote Sociëteit had zware schade en de Lutherse kerk had schade aan bekapping en gewelven.[9]